# Боярышник зангезурский
Боярышник зангезурский (лат. Crataegus zangezura) — кустарник, вид рода Боярышник (Crataegus) семейства Розовые (Rosaceae).

## Распространение и экология
В природе ареал вида охватывает южные районы Закавказья. Эндемик. Описан из ущелья Горис-чая (близ города Горис).
Произрастает между скал, по склону ущельев, одиночно среди кустарников.

## Ботаническое описание
Кустарник высотой около 1,5 м. Ветви тёмно-серые; побеги тонкие, тёмно-бурые, голые или слегка волосистые. Колючки немногочисленные; пазушные безлистные короткие, длиной 7—10 мм, почти тёмно-серые.
Листья сверху тёмно-зелёные, слегка лоснящиеся, снизу тусклые, несколько более светлые, голые. На плодущих побегах нижние листья удлиненно-обратнояйцевидные с узкоклиновидным основанием, от трёхнадрезных на вершине до трёхлопастных; верхние — длиной и шириной до 3,5 см, в очертании широкояйцевидные, с широко-клиновидным, иногда слегка округлённым основанием, пятираздельные, иногда с надрезанной верхней долей. На стерильных побегах листья при основании ещё глубже рассечённые, лопасти в верхней части неровно крупно-зубчатые, нередко тупые, широкие.
Соцветия, по-видимому, небольшие, малоцветковые; цветки неизвестны; цветоножки длиной б—9 см, голые или с немногими волосками.
Плоды эллипсоидальные, длиной 6—9 мм, вишнёвые, с окрашенной довольно сочной мякотью, почти всегда с 2, редко с 3 косточками.
Плодоношение в сентябре — октябре.

## Таксономия
Вид Боярышник зангезурский входит в род Боярышник (Crataegus) трибы Pyreae подсемейства Спирейные (Spiraeoideae) семейства Розовые (Rosaceae) порядка Розоцветные (Rosales).
|  |                                      |  |                                                              |                                                              |                   |  | ещё 8 семейств (согласно Системе APG III) | ещё 8 семейств (согласно Системе APG III)    |                                              |  |  |  | ещё 7 триб (согласно Системе APG III)         | ещё 7 триб (согласно Системе APG III)         |  |  |  |  | ещё от 200 до 300 видов | ещё от 200 до 300 видов |
|  |                                      |  |                                                              |                                                              |                   |  | ещё 8 семейств (согласно Системе APG III) | ещё 8 семейств (согласно Системе APG III)    |                                              |  |  |  | ещё 7 триб (согласно Системе APG III)         | ещё 7 триб (согласно Системе APG III)         |  |  |  |  | ещё от 200 до 300 видов | ещё от 200 до 300 видов |
|  |                                      |  |                                                              | порядок Розоцветные                                          |                   |  |                                           |                                              | подсемейство Спирейные                       |  |  |  |                                               | род Боярышник                                 |  |  |  |  |                         |                         |
|  |                                      |  |                                                              | порядок Розоцветные                                          |                   |  |                                           |                                              | подсемейство Спирейные                       |  |  |  |                                               | род Боярышник                                 |  |  |  |  |                         |                         |
|  | отдел Цветковые, или Покрытосеменные |  |                                                              |                                                              | семейство Розовые |  |                                           |                                              | триба Pyreae                                 |  |  |  | вид Боярышник зангезурский                    |                                               |  |  |  |  |                         |                         |
|  | отдел Цветковые, или Покрытосеменные |  |                                                              |                                                              |                   |  |                                           |                                              |                                              |  |  |  |                                               |                                               |  |  |  |  |                         |                         |
|  |                                      |  | ещё 44 порядка цветковых растений (согласно Системе APG III) | ещё 44 порядка цветковых растений (согласно Системе APG III) |                   |  |                                           | ещё 8 подсемейств (согласно Системе APG III) | ещё 8 подсемейств (согласно Системе APG III) |  |  |  | ещё около 60 родов (согласно Системе APG III) | ещё около 60 родов (согласно Системе APG III) |  |  |  |  |                         |                         |
|  |                                      |  |                                                              | ещё 44 порядка цветковых растений (согласно Системе APG III) |                   |  |                                           |                                              | ещё 8 подсемейств (согласно Системе APG III) |  |  |  |                                               | ещё около 60 родов (согласно Системе APG III) |  |  |  |  |                         |                         |